# Litiasis

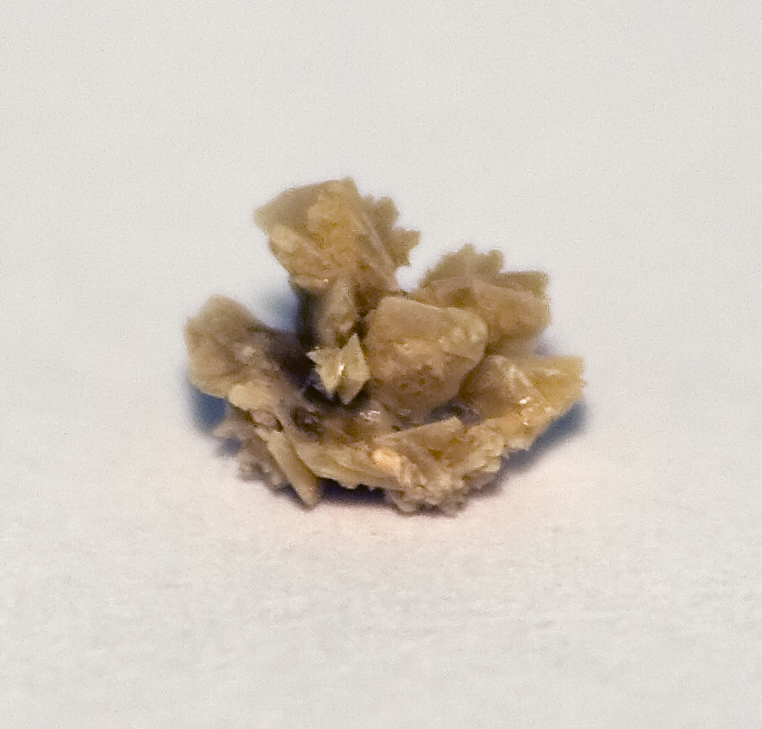
Cálculo renal de oxalato cálcico

En medicina, litiasis es la formación de cálculos en alguna vía excretora (urinaria, biliar, pancreática, salivales, lagrimales, etc.). Los cálculos se denominan más específicamente según el órgano donde se forman:
- Aparato urinario: urolitiasis. El término incluye los cálculos formados o alojados en cualquier parte del aparato urinario, si bien dependiendo de su localización pueden adoptar distintos nombres como es el de nefrolitiasis cuando hablamos de cálculos en el riñón.
- Vía biliar: colelitiasis cuando se ubica en la vesícula biliar, si se ubica en las vías biliares se trata de una coledocolitiasis.
- Glándulas salivales: sialolitiasis.

## Etiología
La litiasis vesicular es una de las enfermedades más antiguas que se conocen, incluso se han hallado momias egipcias que habían padecido esta enfermedad. 
El material que compone estos cálculos puede tener una preeminencia de calcio y fosfatos, lo cual los hace extremadamente duros. Existen otros cálculos de consistencia más blanda, con abundancia de grasas en su formación, lo que los hace más blandos.
Como ejemplo se puede decir que el 80 % de los cálculos de vesícula son de colesterol.
Su tamaño puede variar desde el de un grano de sal fina al de una pelota de golf. Un paciente puede tener un solo cálculo o cientos de ellos.

### Tratamiento de la litiasis renal
Si el tratamiento de la sintomatología no da como resultado la expulsión espontánea del cálculo, entonces se debe acudir a:
- Disolución química: hidratando al paciente y alcalinizando su orina.
- Extracción endoscópica: en cálculos pequeños se los fragmenta y extrae.
- Nefrolitotomía percutánea: similar al anterior pero con un nefroscopio.
- Litotricia con ondas de choque: se fragmentan los cálculos mediante ondas de choque.
- Cirugía abierta: última alternativa, se usa cada vez menos.
- Litotricia láser: técnica que emplea luz láser para producir fotodisrupción (tiempo de exposición < 1 ns y energías desde 1011 a 1016 W/cm²). El efecto biológico es mediado por chispas de plasma, generación de ondas de choque, cavitación y formación de jets.

### Tratamiento de la litiasis biliar
La mayoría de los casos de litiasis biliar son asintomáticos. 
- En litiasis asintomática: se harán controles clínico-ecográficos periódicos a mayores de 65 años y mujeres por el riesgo de carcinoma vesicular. Se recomienda la colecistectomía, por el riesgo de carcinoma, cuya mortalidad es bastante alta.
- En litiasis sintomática: el primer método es la colecistectomia laparoscópica. Su aparición significó un gran avance quirúrgico.

El segundo método es la colecistectomía tradicional, abordando por incisión de Köcher o paramediana derecha.